# Whike

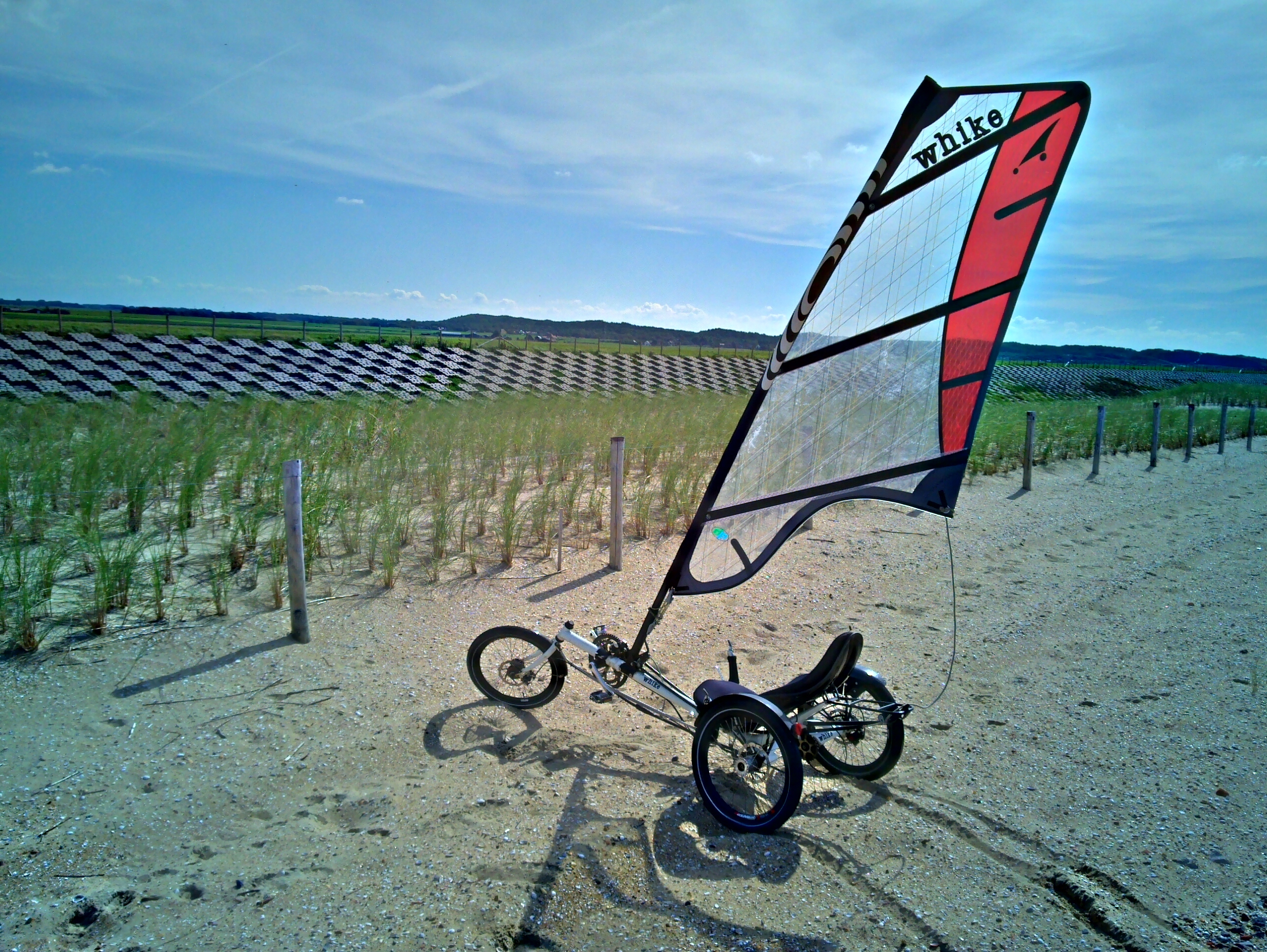
Un whike sur une plage

Le whike est un tricycle couché à voile d'invention anglaise, et industrialisé par une équipe néerlandaise, hybride de tricycle, vélo couché et de char à voile.  C'est un descendant du vélo à voile et un cousin du char à voile dont il reprend la disposition des roues, une roue directrice à l'avant, deux roues sans différentiel à l'arrière. Le whike se pratique essentiellement grâce à l'énergie du vent, un pédalier permettant de s'approcher des spots de vent. Aux Pays-Bas et au Royaume-Uni, le whike peut être légalement utilisé en milieu urbain.

## Origine
C'est à l'issue d'un projet de fin d'étude d'un étudiant anglais qu'est réalisé un prototype. Fredjan Twigt, diplômé de l'Université de technologie de Delft, amateur de sport de voile et d'aérodynamisme des vélos à position couchée, invente le premier « whike » maniable en 2007. Les hollandais le repèrent et industrialisent le projet. Andries Tijssens est l'entrepreneur néerlandais qui popularise la marque « whike » à travers le monde.
Avec une toute petite voile, le whike est déjà capable d'atteindre les 55 km/h. À cette allure, il faut bien savoir le conduire, porter un casque, et avoir de très bons freins. Une voile standard à lattes de 1,6 m2 est vendu avec. Il est possible de l'équiper avec une voile tempête de 1 m2 pour pouvoir circuler, les jours ou le vent très violent, est moins clément.